# Fernanda Kuchenbecker
Fernanda Luiza Kuchenbecker est une joueuse brésilienne de volley-ball née le 24 janvier 1992 à Brusque. Elle mesure 1,82 m et joue au poste de réceptionneuse-attaquante. 

## Clubs
| Club                    | De        | À         |
| ----------------------- | --------- | --------- |
| Barão do Rio Branco     | 2006-2007 | 2006-2007 |
| Brusque                 | 2007-2008 | 2007-2008 |
| Balneário Camboriú      | 2008-2009 | 2008-2009 |
| Esporte Clube Pinheiros | 2009-2010 | 2011-2012 |
| São Bernardo            | 2012-2013 | 2012-2013 |
| Minas Tênis Clube       | 2013-2014 | 2013-2014 |
| Rio do Sul              | 2014-2015 | 2015-2016 |
| Abel Brusque            | jan 2017  | …         |